# Himotripsin
Himotripsin (EC 3.4.21.1, himotripsini A i B, alfa-himar oft, avazim, himar, himotest, enzeon, kvimar, kvimotraza, alfa-himar, alfa-himotripsin A, alfa-himotripsin) je enzim. Ovaj enzim katalizuje sledeću hemijsku reakciju
Preferentno odvajanje: Tyr-, Trp-, Phe-, Leu-
Himotripsin A se formira iz goveđeg i svinjskog himotripsinogena A.

## Spoljašnje veze
- Chymotrypsin на 